# Нагошин
Нагошин (пол. Nagoszyn) — село в Польщі, у гміні Жиракув Дембицького повіту Підкарпатського воєводства.
Населення — 1624 особи (2011).
У 1975-1998 роках село належало до Тарновського воєводства.

## Демографія
Демографічна структура станом на 31 березня 2011 року:
|          | Загалом | Допрацездатний вік | Працездатний вік | Постпрацездатний вік |
| -------- | ------- | ------------------ | ---------------- | -------------------- |
| Чоловіки | 830     | 187                | 559              | 84                   |
| Жінки    | 794     | 172                | 440              | 182                  |
| Разом    | 1624    | 359                | 999              | 266                  |